# 다치바나 요시이에
다치바나 요시이에(일본어: 立花義家、1958년 10월 27일 ~ )는 일본의 전 야구선수이자, 현재는 일본 야구 세이부 라이온스의 잔류군 야수코치이다.

## 선수 시절

### 일본 프로야구 시절
1977년에 세이부 라이온스에 입단하였다.

### 대만 프로야구 시절
1993년에 줜궈 베어스에 입단하였다.

## 야구선수 은퇴 후
1998년부터 후쿠오카 소프트뱅크 호크스, 오릭스 버펄로스, 세이부 라이온스, 지바 롯데 마린스, 도호쿠 라쿠텐 골든이글스 등 여러 팀에서 타격코치로 활동했다. 
2023년부터 삼성 라이온즈의 2군 타격코치로 활동했고, 2023년 6월 9일에 박한이와 자리를 맞바꿔서 1군에 올라왔다.
1. ↑  김동영 (2023년 6월 1일). “‘NPB 코치 24년’ 베테랑 지도자가 본 삼성 타선...“좀 더 적극적으로” [SS인터뷰]”. 스포츠서울. 2023년 11월 9일에 확인함.
2. ↑  김동영 (2023년 6월 1일). “‘NPB 코치 24년’ 베테랑 지도자가 본 삼성 타선...“좀 더 적극적으로” [SS인터뷰]”. 스포츠서울. 2023년 11월 9일에 확인함.